# Gaston od Foixa
Grof Gaston od Foixa (fr. Gaston de Foix; 1448. – 25. ožujka 1500.) bio je francuski plemić te grof Kendala i Benaugesa. Bio je sin Ivana od Foixa, 1. grofa Kendala i njegove supruge, gospe Margarete de la Pole.
Gastonova je prva supruga bila gospa Katarina, koju je oženio 1469. Ovo su njihova djeca:
- Gaston od Foixa, 3. grof Kendala
- Ivan od Foixa (nadbiskup)
- Petar od Foixa (barun Langona)
- Ana od Foixa, kraljica Ugarske, Hrvatske i Češke[3]

Godine 1494., Gaston se oženio gospom Izabelom od Albreta. Njihova su djeca:
- Alan, nazvan po djedu po majci
- Louise, žena grofa Franje od Epinoya
- Amanieu (biskup)
- Margareta, žena Ludovika II. od Saluzza